# Distrito electoral de Kilgore (condado de Cherry, Nebraska)
Kilgore (en inglés: Kilgore Precinct) es un distrito electoral ubicado en el condado de Cherry en el estado estadounidense de Nebraska. En el Censo de 2010 tenía una población de 156 habitantes y una densidad poblacional de 0,58 personas por km².

## Geografía
Kilgore se encuentra ubicado en las coordenadas 42°54′3″N 100°56′59″O / 42.90083, -100.94972. Según la Oficina del Censo de los Estados Unidos, Kilgore tiene una superficie total de 270.89 km², de la cual 270.2 km² corresponden a tierra firme y (0.26%) 0.69 km² es agua.

## Demografía
Según el censo de 2010, había 156 personas residiendo en Kilgore. La densidad de población era de 0,58 hab./km². De los 156 habitantes, Kilgore estaba compuesto por el 84.62% blancos, el 1.28% eran afroamericanos, el 9.62% eran amerindios, el 0% eran asiáticos, el 0% eran isleños del Pacífico, el 0% eran de otras razas y el 4.49% pertenecían a dos o más razas. Del total de la población el 3.85% eran hispanos o latinos de cualquier raza.